# Band (Buch)

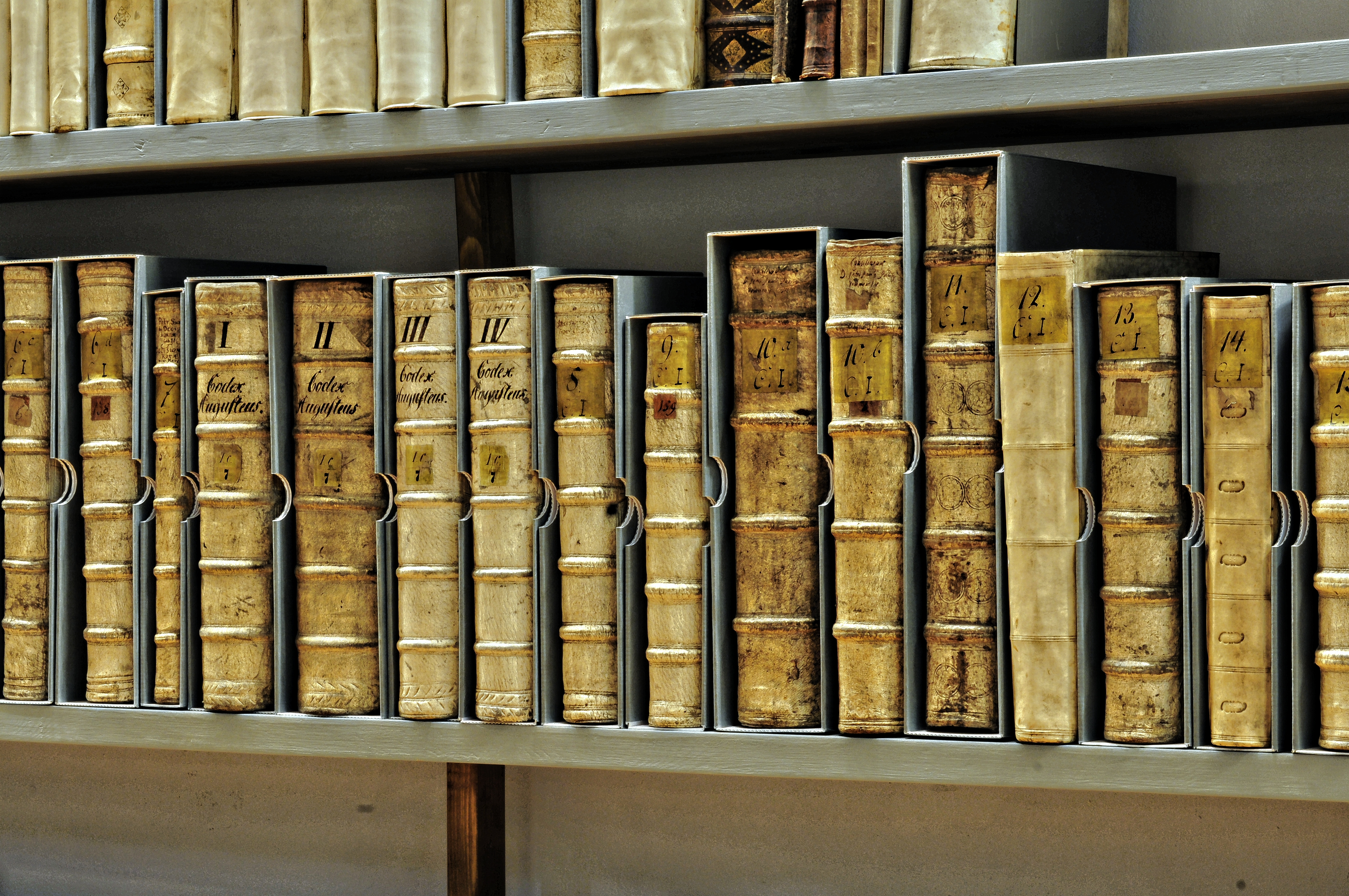
Alte Bände in einer wissenschaftlichen Bibliothek

Band bezeichnet ein einzelnes Buch eines größeren, aus mehreren inhaltlich zusammengehörenden Büchern bestehenden Druckwerkes.
Die Bezeichnung Band (abgekürzt Bd.) ist auch bei wissenschaftlichen Zeitschriften für fortlaufend nummerierte Jahresbände üblich. Für die Archivierung in Bibliotheken werden nach Jahresende mehrere innerhalb eines Jahres erscheinende Ausgaben einer Zeitschrift in Buchform zusammengebunden. Fortlaufende Seitenzahlen in den Einzelausgaben pro Jahr sowie Jahres-Inhaltsverzeichnisse dienen diesem Zweck.
Der Ausdruck Band geht zurück auf das Zeitwort binden und bezieht sich auf die Tatsache, dass die einzelnen Blätter bzw. Druckbögen tatsächlich mit Fäden zusammengebunden werden. Die Bezeichnungstradition setzt sich allerdings fort und wird auch auf nicht im eigentlichen Sinne gebundene, also mit Klebebindung versehene Bücher angewendet. Im Buchhandel sowie im Druck-, Verlags- und Bibliothekswesen wird daher generell jedes einzelne Buch, also jedes buchbinderische Produkt, als Band bezeichnet.

## Ausgaben in mehreren Bänden

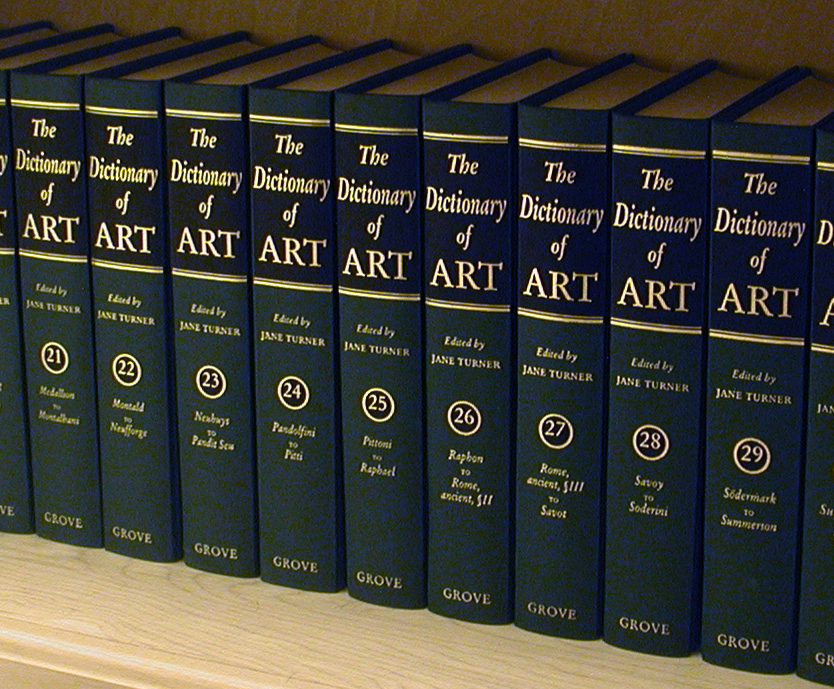
Ein Teil der Grove Dictionary of Art, einer Fachenzyklopädie in gebundener Form

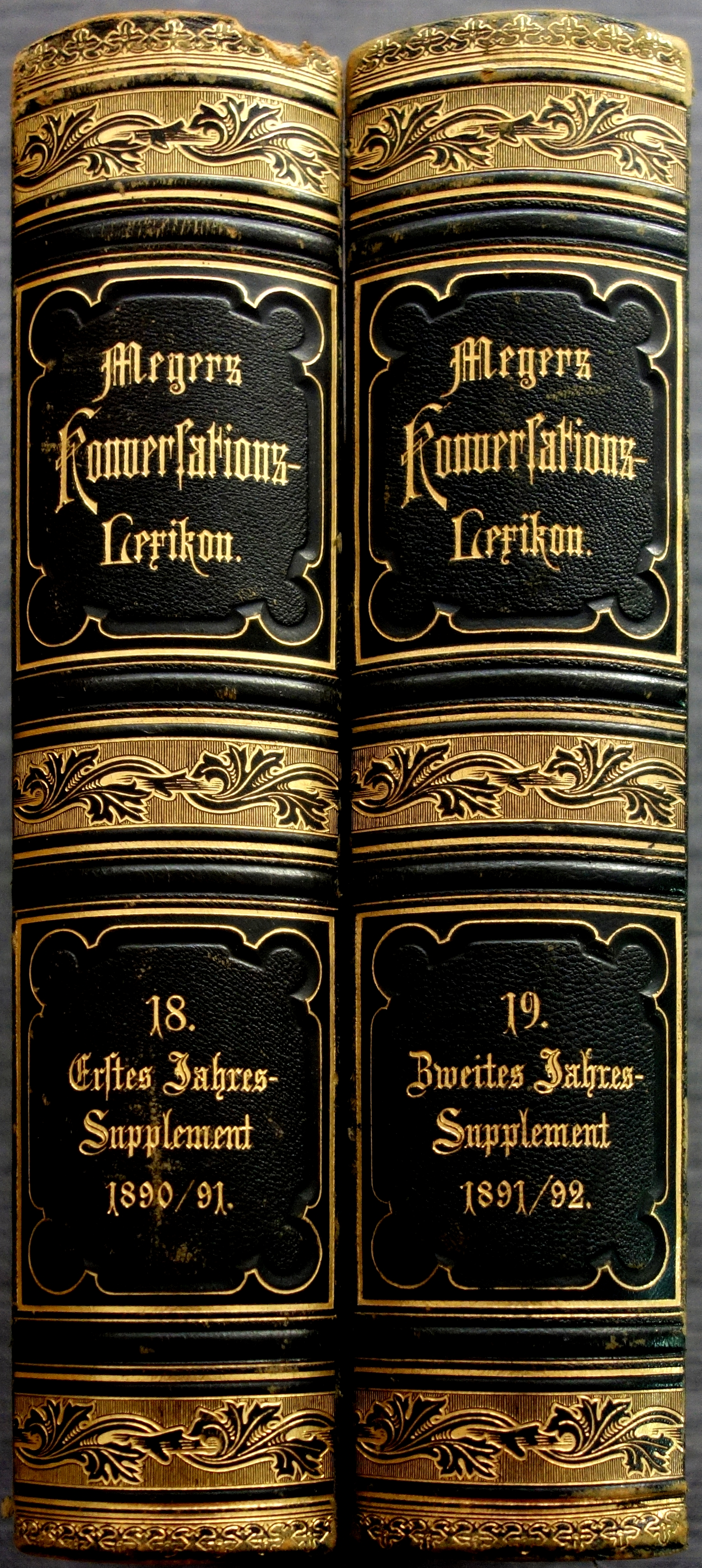
Jahres-Supplemente des Meyers Konversations-Lexikons

Mehrbändige Werke sind häufig anzutreffen etwa bei
- Wörterbüchern
- Lexika
- Enzyklopädien
- mehrmals jährlich erscheinenden Fachzeitschriften, die entweder gegebenenfalls schon von vornherein in gebundener Form erscheinen oder im Nachhinein zwecks besserer Archivierung zu Jahresbänden zusammengefasst werden
- Gesamtausgaben von Schriftstellern

Als Einzelausgaben von mehrbändigen Werken unterscheidet man insbesondere
- Textband bzw. Bildband

bei Werken, in denen Text- und Bildanteile (aus drucktechnischen und/oder Kostengründen) getrennt sind, wie z. B. beim Lexicon Iconographicum Mythologiae Classicae.
(Zu unterscheiden davon ist der hauptsächlich der Wiedergabe von Bildmaterial gewidmete einzelne Bildband!)
- Register- oder Indexband

wenn das Register eines Werkes in einem separaten Band geliefert wird.
- Supplement- oder Ergänzungsband bzw. Supplement bei Zeitschriften

bei Werken, die durch die Nachlieferung von Ergänzungen auf einem aktuellen Stand gehalten werden sollen (bspw. bei gedruckten Nachschlagewerken) oder wo nicht in die Systematik passende Teile (Anhänge) in einem separaten Band geliefert werden.
Bei Zeitschriften werden zusätzlich zur regulären Erscheinungsweise publizierte Hefte so bezeichnet, die meistens einem gemeinsamen Thema gewidmet sind (Themenhefte) und manchmal von Gast-Herausgebern ediert werden. Ebenfalls sind regelmäßige Beilagen zu Zeitungen, so das Fernsehjournal Prisma, als Supplement eingestuft.
- Einzelband

für den einzelnen Titel einer Buchreihe
- Fortsetzungsband

für den einzelnen Band eines in Buchform erscheinenden Periodikums
Bei mehrbändigen Ausgaben werden die einzelnen Bände häufig mit einer fortlaufenden Nummer versehen. Beim Zitieren einer Textstelle aus einem mehrbändigen Werk muss bei der Quellenangabe stets auch die Bandnummer angegeben werden.
Umfangreiche Nachschlagewerke oder fachspezifische Handbücher etwa können bei der ersten Auflage mit sämtlichen Bänden auf einmal erscheinen; möglich ist aber auch das sukzessive Erscheinen der einzelnen Bände in gewissen zeitlichen Abständen. Im Falle einer Neuauflage von mehrbändigen Werken geschieht es häufig, dass einzelne Bände zu unterschiedlichen Zeitpunkten neu erscheinen. So kann sich der Fall ergeben, dass zum Beispiel in einer Bibliothek ein zweibändiges Werk in der Form vorhanden ist, dass neben der Neuauflage von Band 1 (noch) die Erstausgabe von Band 2 steht.